# Azenha (Porto Alegre)
Azenha é um bairro na zona central da cidade brasileira de Porto Alegre, no estado do Rio Grande do Sul. Foi criado pela lei 2022 de 7 de dezembro de 1959 com os limites alterados pela lei 4685 de 21 de dezembro de 1979. Em 2019 o bairro contava com: 13.804 habitantes, distribuídos por seus 138,8 hectáres, com uma densidade populacional de 9.945,24 hab./km². A taxa de analfabetismo do bairro era de 0,86%, agudamente a baixo do índice geral de Porto Alegre que era de 3,86%. A renda média era de 5,34 salários mínimos por domicílio. O seu Índice de Desenvolvimento Humano Municipal é de 0,884, um pouco acima em comparação o índice de 0,805 da cidade.

## Histórico
A Azenha teve início quando Francisco Antônio da Silveira, um açoriano que chegou a Porto Alegre na metade do século XVIII, instalou-se na margem sul do arroio Dilúvio, nas proximidades do atual Hospital Ernesto Dornelles. A construção neste local, por volta de 1760, de um moinho movido a roda dágua — uma azenha — para moer trigo, transformou Silveira no "Chico da Azenha" e batizou a região. Silveira converteu-se no primeiro plantador de trigo e fabricante de farinha de Porto Alegre.
Tendo em vista o desenvolvimento de suas atividades comerciais, o açoriano ergueu uma ponte sobre o arroio Dilúvio para viabilizar o tráfego entre as duas margens, a Ponte da Azenha. A estrada que se dirigia desta ponte até o atual Centro da cidade ficou conhecida como o Caminho da Azenha. Atualmente ela corresponde à Avenida João Pessoa e à Avenida da Azenha. A ponte de pedra da Azenha foi também local da primeira batalha entre revolucionários e legalistas na Guerra dos Farrapos, no noite de 19 de setembro de 1835, com vitória dos farroupilhas que, no dia seguinte, viriam a tomar a cidade.
Com o tempo, o bairro acabou por se desenvolver em direção à região sul da cidade. O processo de urbanização teve avanço a partir de 1870, quando um abaixo-assinado de moradores solicitou ao poder público a instalação de lampiões nas ruas. Em 1905 teve início o trabalho de calçamento do antigo Caminho, já chamado de Rua da Azenha.
Na Azenha, até meados do século XX, existiam vários comércios populares, a maioria de imigrantes ou descendentes, como a padaria Esteves; a confeitaria do "seu" Cardoso; a alfaiataria Castel, cujo proprietário, Henrique Falk, era um judeu que fugiu dos pogroms na Ucrânia. Todos esses estabelecimentos ficavam próximos ao cinema Castelo.
Lá também ficava a antiga Rua Cabo Rocha, onde se concentravam os prostíbulos, muito visitados por turistas, principalmente pelos marinheiros que chegavam de navio à cidade. Nessa mesma rua também ficava o Cabaré do Galo, frequentado por Lupicínio Rodrigues, que lá compôs e cantava muitas de suas famosas canções de dor-de-cotevelo. A rua teve seu nome mudado e, atualmente, é a Rua Professor Freitas e Castro.

## Características atuais
Tradicional bairro de comércio variado de Porto Alegre, podem-se encontrar na Azenha o comércio de móveis, bares, farmácias, bancos, lancherias, casas de vestuário e de calçados, além de lojas de autopeças.

### Pontos de referência
Áreas verdes
- Praça da Saudade
- Praça e monumento a Garibaldi[4]
- Praça Princesa Isabel
- Praça Piratini (parte desta)
- Praça Sport Club Internacional[5]

Serviços públicos
- Companhia de Processamento de Dados do Município de Porto Alegre (Procempa)[6]
- Departamento de Identificação e um dos prédios do Laboratório de Perícias do Instituto Geral de Perícias do Rio Grande do Sul
- Empresa Pública de Transporte e Circulação (EPTC)[7]
- Superintendência Regional da Polícia Federal

Hospitais
- Hospital Ernesto Dornelles[8][9]
- Hospital Porto Alegre[10]

Outros
- Estádio Olímpico Monumental, que pertence ao Grêmio Foot-Ball Porto Alegrense
- Cemitério da Santa Casa de Misericórdia[11][12]
- Cemitério São Miguel e Almas[13]
- Cemitério São José[14]
- Cemitério União Israelita Porto Alegrense[15]
- Igreja Nossa Senhora de Lourdes
- Igreja Presbiteriana da Azenha
- Ponte da Azenha[16][17]
- Shopping João Pessoa[18][19]
- 4° Tabelionato de Notas
- Sede do Grupo RBS[20] e do jornal Zero Hora[21]

## Limites atuais
Ponto inicial e final: encontro da Avenida Venâncio Aires com a Avenida João Pessoa; desse ponto segue pela Avenida João Pessoa até a Avenida Bento Gonçalves, por essa até a Rua Onofre Pires, por essa até a Rua Plácido de Castro, por essa até a Travessa Feliz, por essa até a Rua Mansão, por essa até a Avenida Professor Oscar Pereira, por essa até a Avenida Porto Alegre, por essa até a Rua Doutor Carlos Barbosa, por essa até a Rua José de Alencar, por essa até a Avenida Érico Veríssimo, por essa até a Praça Garibaldi, por essa até a Avenida Venâncio Aires, por essa até a Avenida João Pessoa, ponto inicial.
Seus bairros vizinhos são: Cidade Baixa, Menino Deus, Santana, Santo Antônio e Medianeira.

## Galeria de imagens

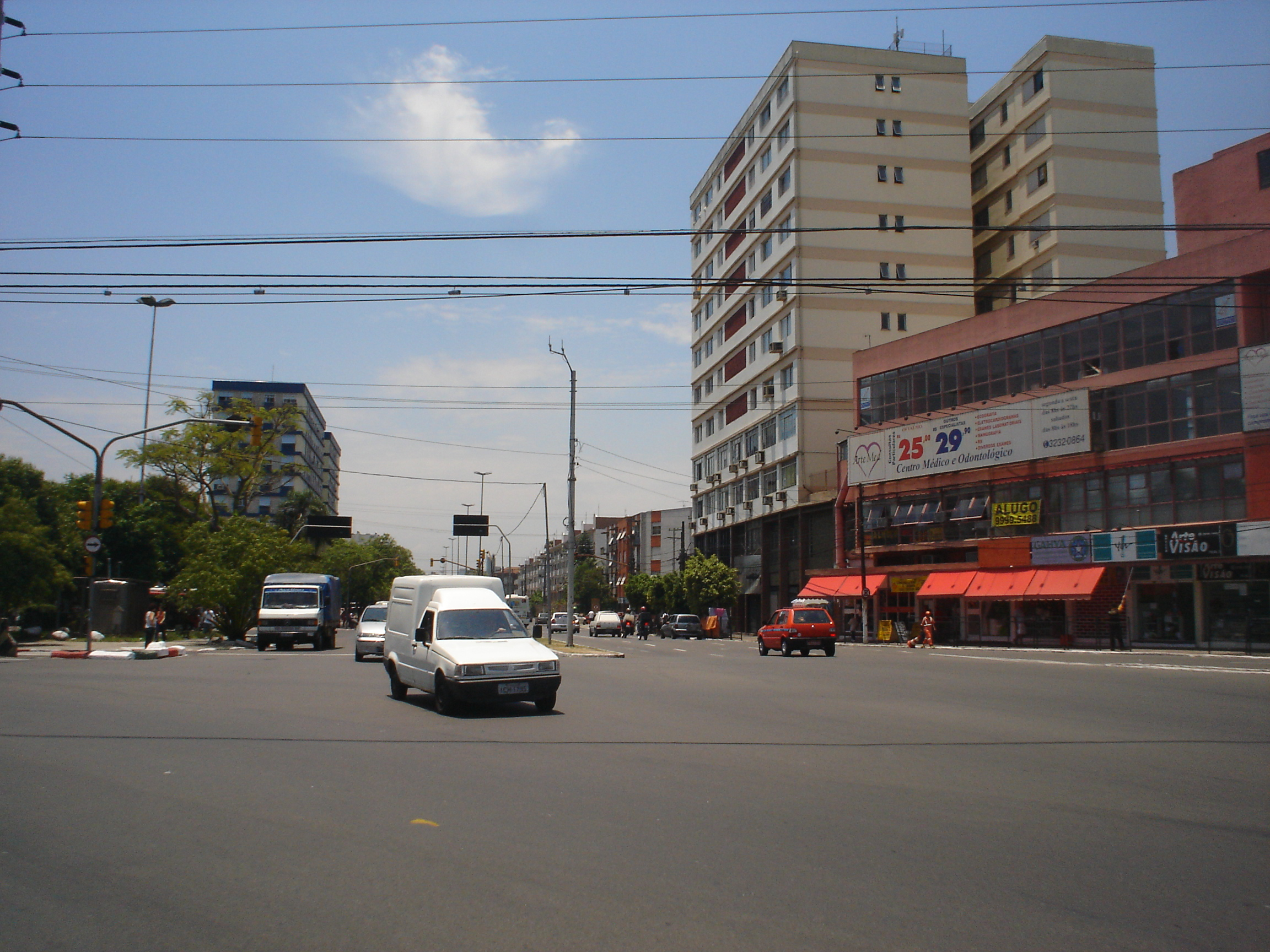
Avenida Princesa Isabel
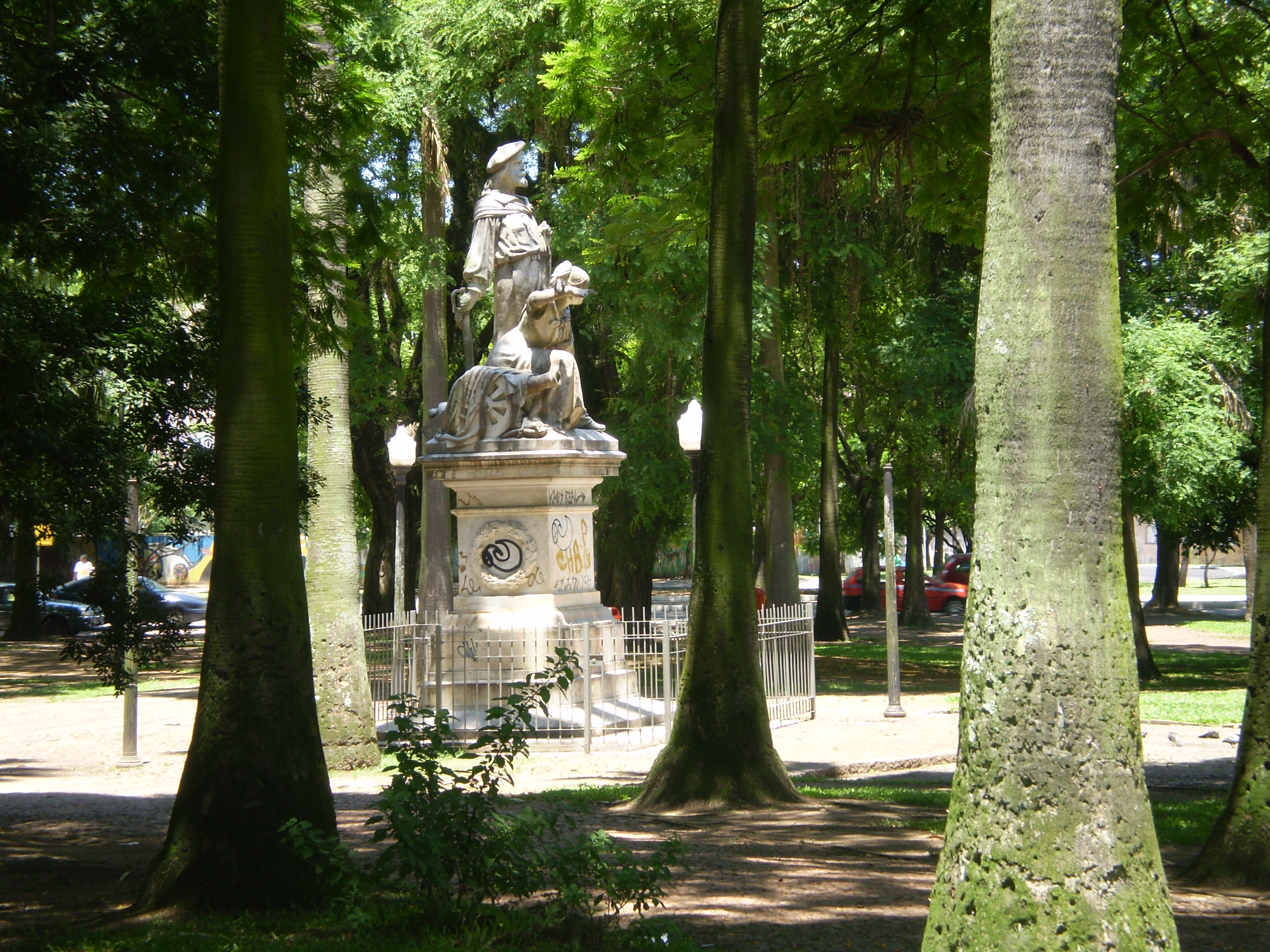
Praça e monumento a Garibaldi
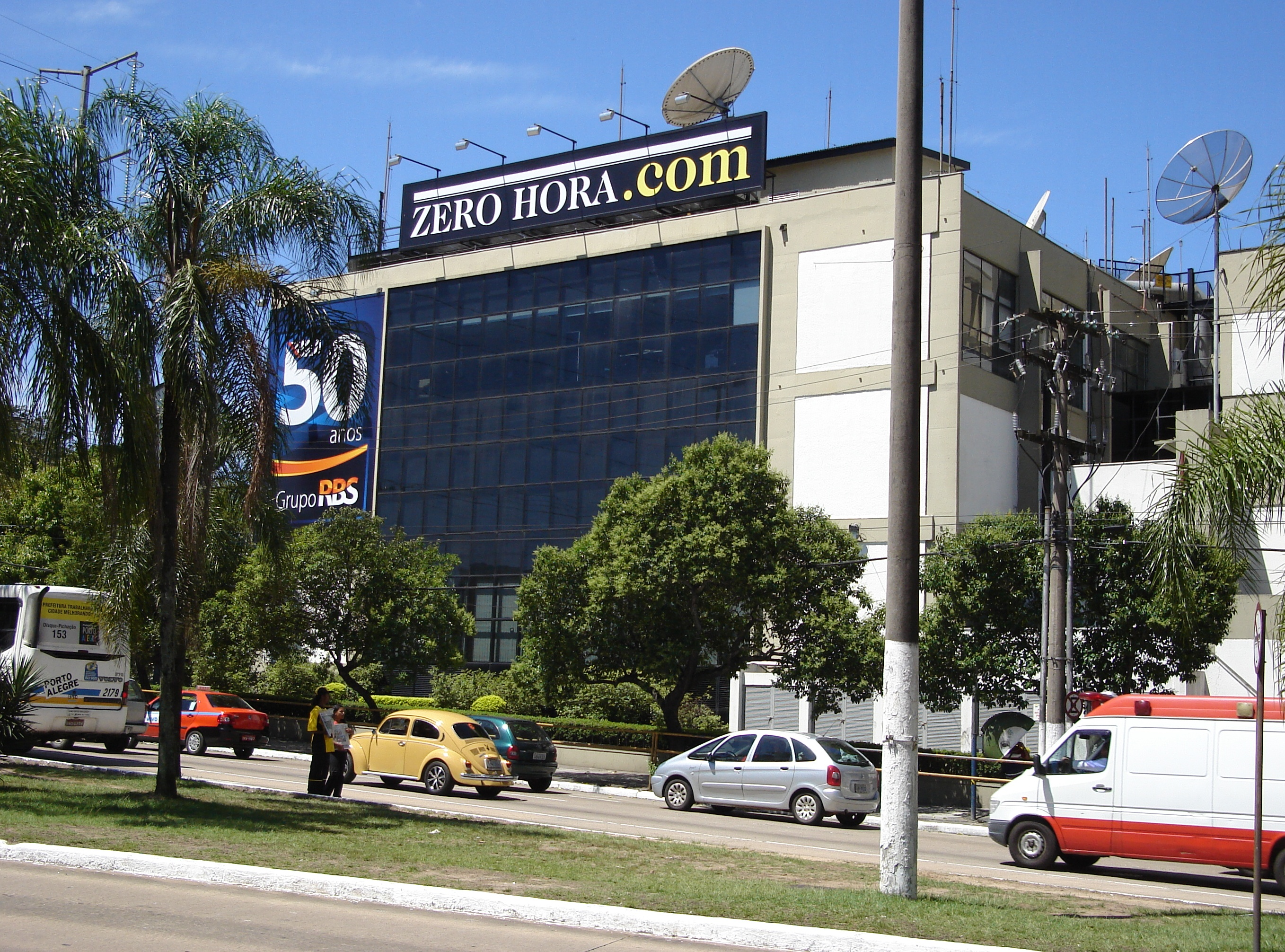
Sede do jornal Zero Hora